# Pulsatilla styriaca
Pulsatilla styriaca je druh rostliny z čeledi pryskyřníkovité (Ranunculaceae).

## Popis
Jedná se o vytrvalou rostlinu dorůstající nejčastěji výšky 5–20, za plodu až 50 cm s vícehlavým oddenkem. Lodyha je přímá, huňatá. Přízemní listy nepřezimují, vyvíjí se až po odkvětu, jsou dlouze řapíkaté, huňaté, lichozpeřené, lístky jsou dále dělené, úkrojky jsou 6–11 mm široké. Listy se objevují teprve v době květu. Lodyžní listy (nebo listeny, záleží na interpretaci) jsou ve srostlém útvaru s úzkými úkrojky, je umístěn pod květem, za plodu v dolní polovině lodyhy. Květy jsou vzpřímené, dosti velké, zvonkovité až miskovité, fialové. Okvětních lístků (ve skutečnosti se ale jedná o petalizované (napodobující korunu) kališní lístky a koruna chybí) je nejčastěji 6, jsou vně plstnaté, chlupy na květech a listch jsou asi 4–5 mm dlouhé. Kvete v březnu až v dubnu. Tyčinek je mnoho. Gyneceum je apokarpní, pestíků je mnoho. Plodem je nažka, která má na vrcholu dlouhý chlupatý přívěsek. Nažky jsou uspořádány do souplodí.

## Rozšíření
Pulsatilla styriaca je endemitem Štýrska. Jedná se o druh z ohruhu Pulsatilla halleri agg., někteří autoři ho vedli pouze jako poddruh Pulsatilla halleri, stejně jako další příbuzné taxony. Pravý Pulsatilla halleri s. str. roste v západních Alpách, ve slovenských Karpatech to je pak Pulsatilla slavica, další příbuzné taxony rostou na Balkáně a Krymu. Pulsatilla styriaca roste většinou na vápnitých podkladech od submontánního po montánní stupeň.